# Petri korsfästelse (Caravaggio)
Petri korsfästelse är en oljemålning av den italienske barockkonstnären Caravaggio. Den målades 1600–1601 och är utställd i kyrkan Santa Maria del Popolo i Rom.
I kyrkans Cerasikapell finns även målningen Pauli omvändelse av Caravaggio, liksom altartavlan Jungfru Marie himmelsfärd av Annibale Carracci. Apostlarna Petrus och Paulus skildras ofta i pendanger eftersom de anses vara de huvudsakliga grundarna av den kristna kyrkan. Båda dog martyrdöden i Rom under kejsar Nero. Enligt flera antika källor korsfästes Petrus uppochner på egen begäran eftersom han ansåg sig ovärdig att dö på samma sätt som sin Herre.   
Caravaggio grundade en realistisk skola baserad på ett dramatiskt arrangemang av direkt verklighetsstudium. Med hjälp av ”strålkastarljus” som ger starka kontraster mellan ljust och mörkt skapade han en förtätad stämning (jämför med Matteus kallelse). Han hade en stark motvilja mot idealisering och hans modeller, även för helgonmålningar, var bönder med trasiga kläder, rynkor och smutsiga fötter. 
Caravaggio anklagades ofta för att inte visa tillbörlig vördnad för de heliga ämnen han skildrade. Hans Petrus är inte en heroisk martyr, inte heller en herkulisk hjälte på Michelangelos sätt, utan en gammal man som känner smärta och rädsla för döden. Scenen, utspelad på ett stenigt fält, är dyster. Den mörka, ogenomträngliga bakgrunden drar åskådarens blick tillbaka till de skarpt upplysta gestalterna. De tre bödlarna, vars ansikten är skymda eller bortvända, lyfter mödosamt korset som Petrus har spikats fast vid. 